# Zapovednoye (Kaliningrado)
Zapovednoye (en ruso: Заповедное), conocida de manera oficial hasta 1946 como Seckenburg (en alemán: Seckenburg, en lituano: Kryžionai) y anteriormente brevemente como Groß Kryszahnen, es una localidad rural situada en el oeste del distrito de Slavsk en el óblast de Kaliningrado, Rusia.

## Geografía
Zapovednoye se encuentra ubicado en la margen izquierda del río Matrosovka, 19 km al noroeste de Slavsk. 

## Historia
El pueblo fue mencionado por primera vez en un documento en 1570. Entre los años 1670-1674 se construye una presa para contener las inundaciones. El lugar se llamó Kryszahnen, de origen curonio, hasta 1924 y el nombre se cree que significa vórtices de aire. 
A mediados del siglo XIX, los bosques de Kryszahnen fueron declarados reserva estatal y allí se criaban alces. En 1888, Gross Krishzanen era uno de los centros comerciales más visitados de la zona. Tenía su propia oficina de correos, sala de audiencias, aserradero a vapor. La iglesia fue construida en entre 1891 y 1896. Seckenburg an der Gilge era una ciudad comercial y una parroquia en el distrito de Gumbinnen, distrito de Niederung (conocido desde 1938 como el distrito de Elchniederung), en Prusia Oriental.
El 6 de noviembre de 1924, las comunidades rurales de Baumkrug y Klein Kryszahnen se fusionaron con Groß Kryszahnen y partes de la colonia de Elbing para formar la nueva comunidad rural de Seckenburg. 
Como resultado de la Segunda Guerra Mundial, Seckenburg pasó a formar parte de la Unión Soviética con el resto del norte de Prusia Oriental en 1945. En 1947 el lugar recibió el nombre ruso de Zapovednoye y también fue asignado al raión de Slavsk. En 2008, Zapovednoye se convirtió en la sede de una comunidad rural. Después de su disolución, el lugar perteneció al distrito urbano de Slavsk.

## Demografía
En 1939 la localidad contaba con 1490 residentes. En el pasado la mayoría de la población estaba compuesta por alemanes, pero tras el fin de la Segunda Guerra Mundial fueron expulsados a Alemania y se repobló con rusos. Hasta el siglo XVIII al comienzo de la gran colonización alemana, casi todos los habitantes de Groß Kryszahnen y sus alrededores eran lituanos prusianos.  
| Gráfica de evolución de Zapovednoye entre 1885 y 2010 |
|                                                       |

## Infraestructura

### Arquitectura y monumentos
La iglesia de Seckenburg fue construida en entre 1891 y 1896, y era un edificio de ladrillo sin enlucir con una torre masiva medio retraída que solo se completó en 1896. Allí se instaló un órgano en 1894 y en 1896, dos campanas para el campanario. La iglesia sobrevivió ilesa a las guerras, pero después de 1945 se utilizó como almacén para un propósito diferente. En los primeros años del siglo XXI, el edificio se deterioró  pero fue reparado en la década de 2010.

### Transporte
A Zapovednoye se puede llegar a través de Dublinino por la carretera 27K-170, que se bifurca de la carretera regional 27A-034 en Timiryazevo. Desde 1911 hasta que fue reemplazado por servicios de autobús en 1929, la antigua Seckenburg fue una pequeña terminal ferroviaria en una línea ferroviaria procedente de Shcheglovka en el ferrocarril Elchniederungsbahn. 

## Personas notables
- Hans Malwitz (1891-1987): arquitecto y funcionario alemán.